# Кристал Лејкс (Охајо)
Кристал Лејкс (енгл. Crystal Lakes) насељено је место без административног статуса у америчкој савезној држави Охајо.

## Демографија
По попису из 2010. године број становника је 1.483, што је 72 (5,1%) становника више него 2000. године.
| Група             | 2000.         | 2010.         |
| Белци             | 1.344 (95,3%) | 1.243 (83,8%) |
| Афроамериканци    | 5 (0,4%)      | 6 (0,4%)      |
| Азијати           | 4 (0,3%)      | 3 (0,2%)      |
| Хиспаноамериканци | 33 (2,3%)     | 203 (13,7%)   |
| Укупно            | 1.411         | 1.483         |